# Berge (Meschede)
Berge ist ein Ortsteil von Meschede im nordrhein-westfälischen Hochsauerlandkreis. Am 31. Dezember 2024 hatte Berge 1118 Einwohner.

## Geographie

### Lage
Der Ort liegt in einer Höhe von 240 m bis 575 m ü. NHN und zieht sich rund drei Kilometer in nord-südlicher Richtung an der Wenne und der parallel verlaufenden L 541 entlang.

### Nachbarorte

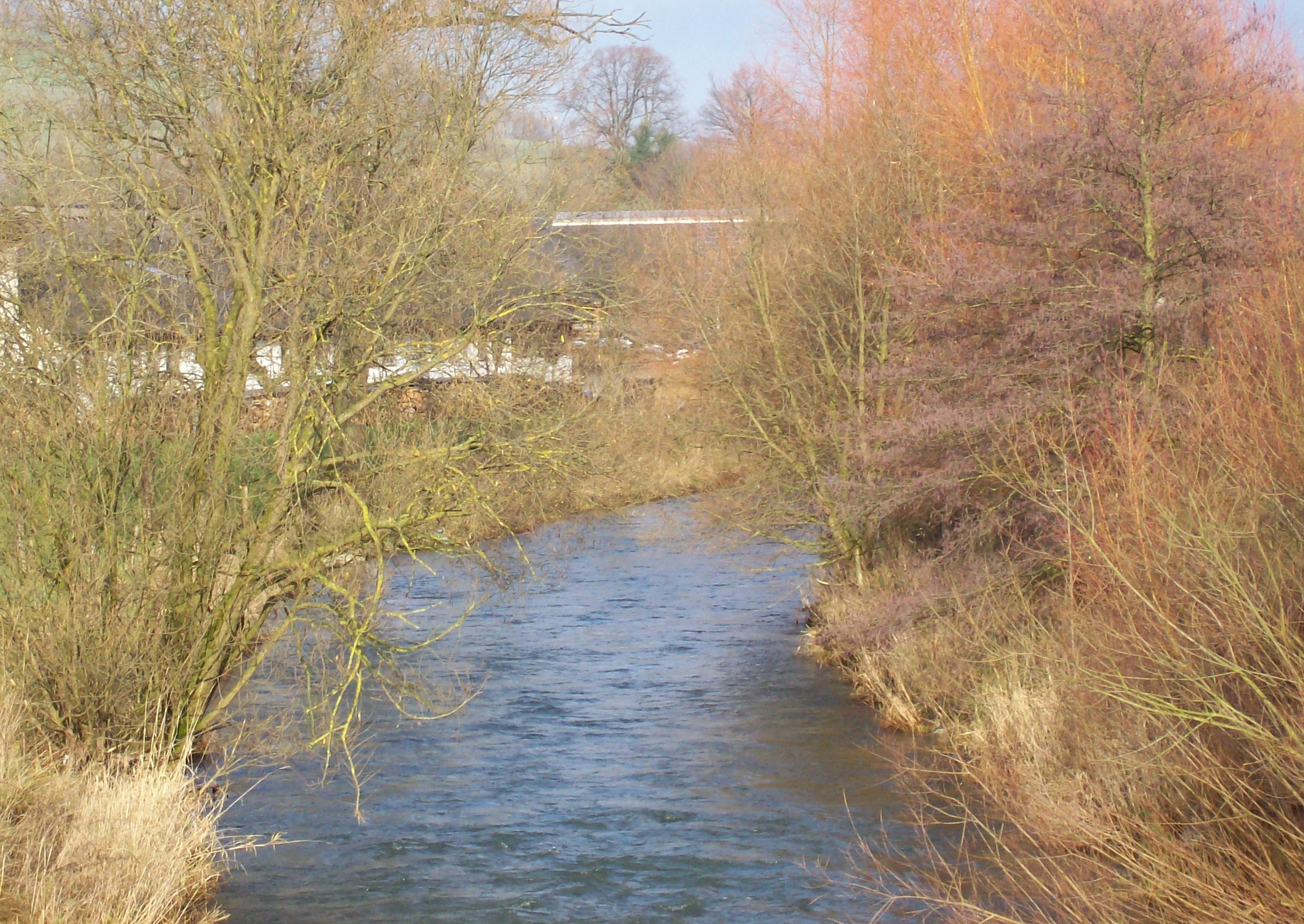
Wenne in Berge

Angrenzende Orte sind Olpe, Wallen, Blessenohl und Visbeck.

## Geschichte

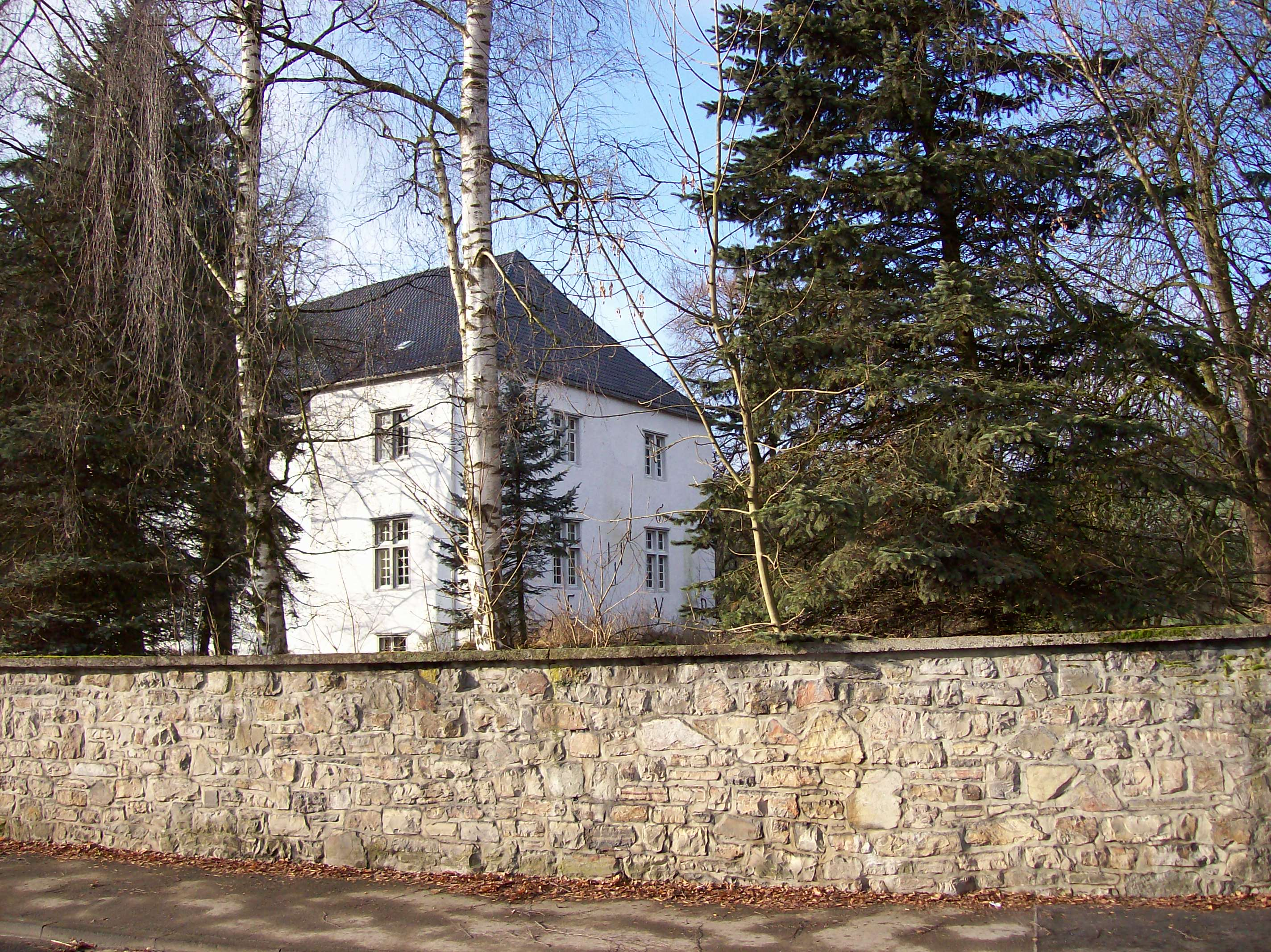
Haus Niederberge

Die Herren von Berge gab es nachweislich schon im 13. Jahrhundert. Anfang des 14. Jahrhunderts waren sie Lehnsmannen des Grafen von Arnsberg. Im Lehnsverzeichnis des Arnsberger Grafen Wilhelm aus dem Jahre 1313 heißt es, dass die Gebrüder Heinrich und Bolemann de Berge im Tale des Wenneflusses mit drei Höfen beliehen wurden, davon zwei Höfe in Oberberge und ein Hof zu Berge. Der Besitz in Berge wechselte danach einige Mal den Besitzer. 1661 erwarb Jobst Edmund von Brabeck für 20.330 Taler das verschuldete Gut. Drei Jahre später errichtete er das heutige Herrenhaus Niederberge. Die Orte Niederberge, Mittelberge und Oberberge bestanden lange Zeit als eigenständige Orte. Um 1800 wurde an der Wenne der Berger Eisenhammer und in Mittelberge eine Eisenhütte in Betrieb genommen. Im Bereich dieser Eisenhütte entstand der Ort Bergerhütte. Der Eisenhammer blieb bis 1862 in Betrieb. 1913 wurde er nach mehrfachem Besitzerwechsel zu einer Drahtzieherei umgebaut. 1911 bis 1999 lag der Ort an der Bahnstrecke Finnentrop–Wennemen. Seit 1928 wird der Steinbruch Bergerhammer und seit 1970 der Steinbruch Berge betrieben, die südöstlich vom Ort liegen.
Im Jahr 2013 wurde im Rahmen eines Festaktes das 700-jährige Jubiläum gefeiert.

## Religion

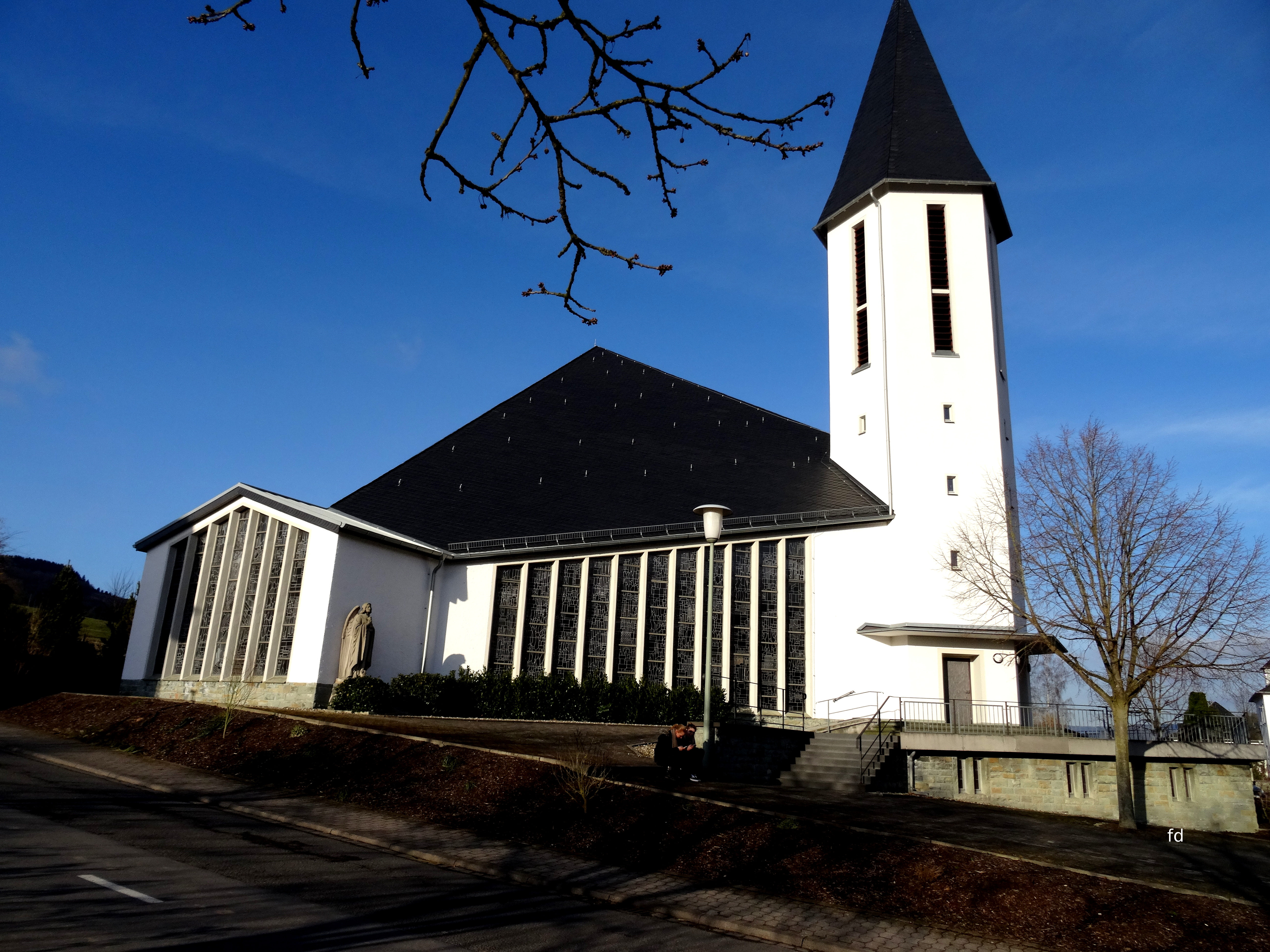
St. Luzia in Berge

Die Pfarrkirche St. Lucia steht in Mittelberge. Sie wurde am 18. Mai 1968 durch den damaligen Weihbischof Johannes Joachim Degenhardt konsekriert. Die Lucia Kapelle in Oberberge weihte der Weihbischof Bernard Fricke am 13. September 1647 auf seiner großen Firm- und Kirchweihreise durch das Sauerland.